# Ethnician
Ethnician est un groupe de musique français.

## Biographie
Ethnician constituée par Yvo Abadi (percussions), Miguel Saboga (voix et percussion), Igor Nikitinsky et Garbis Baharian (échantillonneurs) de Dirty District. Leur musique est un mélange de world music, dub et drum and bass. On y trouve également des éléments de heavy metal, reggae et dance. Découvert par le réseau du festival de Printemps de Bourges et révélation du Sautent-Komm 98 selon la presse allemande, le groupe  choisit d'enregistrer leur premier album à abandonned, le théâtre de film situé dans la zone africaine de Paris.

## Autre projets
- Yvo Abadi joue aussi dans Tarmac et divers projets de musique;
- Miguel Saboga joue également joués dans Basement 5 à côté de Yvo et Dennis Morris.